# Схизокарпий
Схизока́рпий, или схизокарп (лат. schizocarpium), также дробная коробочка — тип сухого плода, представляющий собой модифицированную коробочку. При созревании распадается на отдельные замкнутые односемянные или многосемянные гнёзда — мерикарпии — или на односемянные половинки гнёзд — карцерулы.
У некоторых семейств при созревании мерикарпии разрушаются, освобождая семена, у других — не вскрываются. Некоторые видоизменённые схизокарпии получили собственные названия: регма — у молочайных, вислоплодник — у зонтичных, стеригма — у гераниевых, двукрылатка — у клёновых, ценобий — у губоцветных и бурачниковых.
Схизокарпий характерен также для семейства Мальвовые, у которых мерикарпии соединены с цветоложем, при созревании плода открепляются от него. Стилодии плодолистиков (мерикарпиев) срастаются в пестик, в плодах образующий носик. Иногда плод мальвовых называют калачиком.
|                                                                                               |  |  |  |  |
| Схизокарпий штокрозы, вислоплодники миррис, двукрылатки клёна, стеригмы герани, регмы молочая |  |  |  |  |